# Парижский собор (573)
Парижский собор — поместный собор, проведённый в Париже в 573 году.
Основной целью проведения Парижского собора 573 года, организованного по инициативе франкского короля Гунтрамна, явилось урегулирование отношений между ним и его братом Сигибертом I. Григорий Турский считал, что братья желали, выяснив позицию духовенства, кто из королей прав в возникшей междоусобице, заручиться поддержкой церкви. Также Гунтрамн хотел добиться осуждения матери Хильдеберта II Брунгильды. По мнению же В. И. Мажуги, в позициях враждующих сторон наметилось примирение. Таким образом, уже по мотиву его созыва этот собор относился к числу смешанных, то есть «с сильным светским элементом политического свойства».
Участие в нём приняли тридцать два духовных лица, среди которых шесть митрополитов, также присутствовал один священник. Председателем являлся епископ Вьенский, хотя присутствовал полномочный представитель папы римского в Галлии епископ Арля Сапауд. Это может указывать на некоторую независимость гальской церкви от Рима, ещё не определившегося полностью со своим отношением к смешанным соборам. Церковные иерархи не стали выражать безусловную поддержку ни одному из монархов, а призвали их к установлению мира. После этого, по замечанию Григория Турского, вражда детей Хлотаря разгорелась с ещё большей силой.
По замечанию В. В. Солодовникова, из непосредственно церковных вопросов был решён только один — «кадровый»: осуждено возведение епископом Реймса Эгидием на кафедру Шатодёна Промота, так как оно было проведено по воле Сигиберта с нарушением действующего порядка. Инициатором, скорее всего, выступил епископ Шартра Папполь. Однако Промот, по замечанию Э. Лэндона, видимо, не был смещен со своего поста до самой смерти Сигиберта.